# Ноетзіе (ПАР)
Ноетзіе (англ. Noetzie) — населений пункт в районі Еден, Західна Капська провінція, ПАР.
| Прапор ПАР | Це незавершена стаття про Південно-Африканську Республіку. Ви можете допомогти проєкту, виправивши або дописавши її. |

34°04′ пд. ш. 23°07′ сх. д. / 34.067° пд. ш. 23.117° сх. д.